# グッドラックLOVE
「グッドラックLOVE」（グッドラック・ラブ）は、1981年（昭和56年）10月16日にリリースされた田原俊彦の7作目のシングル。

## 背景
表題曲は、田原自身が主演で、近藤真彦・野村義男が助演のたのきんトリオスーパーヒットシリーズ第3作『グッドラックLOVE』（東宝配給、監督：河崎義祐）の主題歌。

## テレビ番組での披露
当時の歌番組では歌唱後アウトロ部分が終わる間際、田原自ら人差し指と中指をクロスさせるハンドサインと共に「グッドラック」と呟くアドリブが加えられていた。

## 収録曲
| #         | タイトル                     | 作詞      | 作曲       | 編曲      | 時間 |
| --------- | ---------------------------- | --------- | ---------- | --------- | ---- |
| 1.        | 「グッドラックLOVE」         | 小林和子  | 小田裕一郎 | 大谷和夫  | 3:02 |
| 2.        | 「スターダストに夜は更けて」 | 宮下智    | 宮下智     | 船山基紀  | 4:43 |
| 合計時間: | 合計時間:                    | 合計時間: | 合計時間:  | 合計時間: | 7:45 |

## 参考資料
- アルバム『田原俊彦A面コレクション』（ポニーキャニオン、1986年）
- アルバム『BEST OF TOSHIHIKO TAHARA』（ポニーキャニオン、1998年）